# El Cap de Mort
El Cap de Mort es troba a Montserrat (Catalunya), el qual és un monòlit que evoca, suposadament, el cap d'una persona morta.

## Descripció
Molts monòlits de Montserrat es caracteritzen per les seues formes orgàniques, les quals evoquen la figura d'animals diversos. El Lloro, L'Elefant o El Bacallà en són exemples clars. També n'hi ha molts amb formes humanes, com és el cas de La Mòmia, El Bisbe o La Prenyada. Però cap té una forma tan antropomòrfica i enigmàtica com El Cap de Mort. També se'l podria anomenar L'Extraterrestre, atesa la semblança indiscutible que manté amb els marcians de la pel·lícula Mars Attacks! de Tim Burton. Aquesta agulla evidencia que les evocacions montserratines depenen fortament de la perspectiva amb què es miren. Així, alguns excursionistes n'advertiran ràpidament la presència, mentre que d'altres passaran de llarg sense veure aquest perfil inconfusible. El millor lloc per reconèixer El Cap de Mort el trobarem pujant pel Camí Nou de Sant Jeroni, just després de la confluència amb el Camí Vell. Una altra vista interessant és la que podrem gaudir des de sota mateix del Cap de Mort, al qual ens hi podem arribar seguint el corriol que va al Cavall Bernat. Des d'ací, si mirem al sud, veurem una altra formació curiosa: El Cigronet. Els processos d'erosió diferencial han deixat una bola de conglomerat molt característica al cim d'aquesta agulla.

## Accés
Cal aparcar el cotxe al Monestir de Montserrat i seguir l'itinerari que puja fins al cim de Sant Jeroni. Des del monestir, anirem passant per indrets característics: les escales dels Pobres, el pas dels Francesos, la plaça de Santa Anna i el Pla dels Ocells. Després, seguirem el Camí Vell de Sant Jeroni, que avança pel fons del Torrent de Santa Maria. A la confluència del Camí Vell amb el Camí Nou, que està pavimentat, gaudirem de la millor vista del Cap de Mort. Just abans d'arribar a aquest punt, trobarem un corriol que surt a mà dreta. L'agafem i, després d'uns 200 metres, trobarem una bifurcació en què hem de trencar a la dreta. Sortirem del bosc a sota mateix de la gran testa del Cap de Mort. Desfem el camí per a tornar al cotxe.